# Magatzem al carrer de Casals, 9 (Reus)
El Magatzem al carrer de Casals, 9 és un edifici del municipi de Reus (Baix Camp) inclòs en l'Inventari del Patrimoni Arquitectònic de Catalunya

## Descripció
És un magatzem que conforma un edifici entre mitgeres, d'una sola planta i tres obertures (les dels dos extrems són obertures cegues), totes amb arc de mig punt, fetes d'obra vista igual que els muntants i amb tres botons que ornen l'obertura central. Les obertures tenen una tarja de ventall, imposta i clau. Hi ha un fris corregut a tota la façana amb dentellons, una petita cornisa i balustrada massissa correguda. L'edifici és de maçoneria, obra vista i pedra artificial, amb mamposteria de fusta.